# البرت، بلیز
البرت، بلیز (به لاتین: Albert, Belize) یک منطقهٔ مسکونی در بلیز است که در Belize District واقع شده‌است.